# Parapadna placospila
Parapadna placospila är en fjärilsart som beskrevs av Turner 1908. Parapadna placospila ingår i släktet Parapadna och familjen nattflyn. Inga underarter finns listade i Catalogue of Life.